# Arquidiócesis de Cincinnati
La arquidiócesis de Cincinnati (en latín: Archidioecesis Cincinnatensis y en inglés: Roman Catholic Archdiocese of Cincinnati) es una circunscripción eclesiástica de la Iglesia católica en Estados Unidos. Se trata de la sede metropolitana de la provincia eclesiástica latina de Cincinnati. La arquidiócesis tiene al arzobispo Dennis Marion Schnurr como su ordinario desde el 21 de diciembre de 2009.

## Territorio y organización

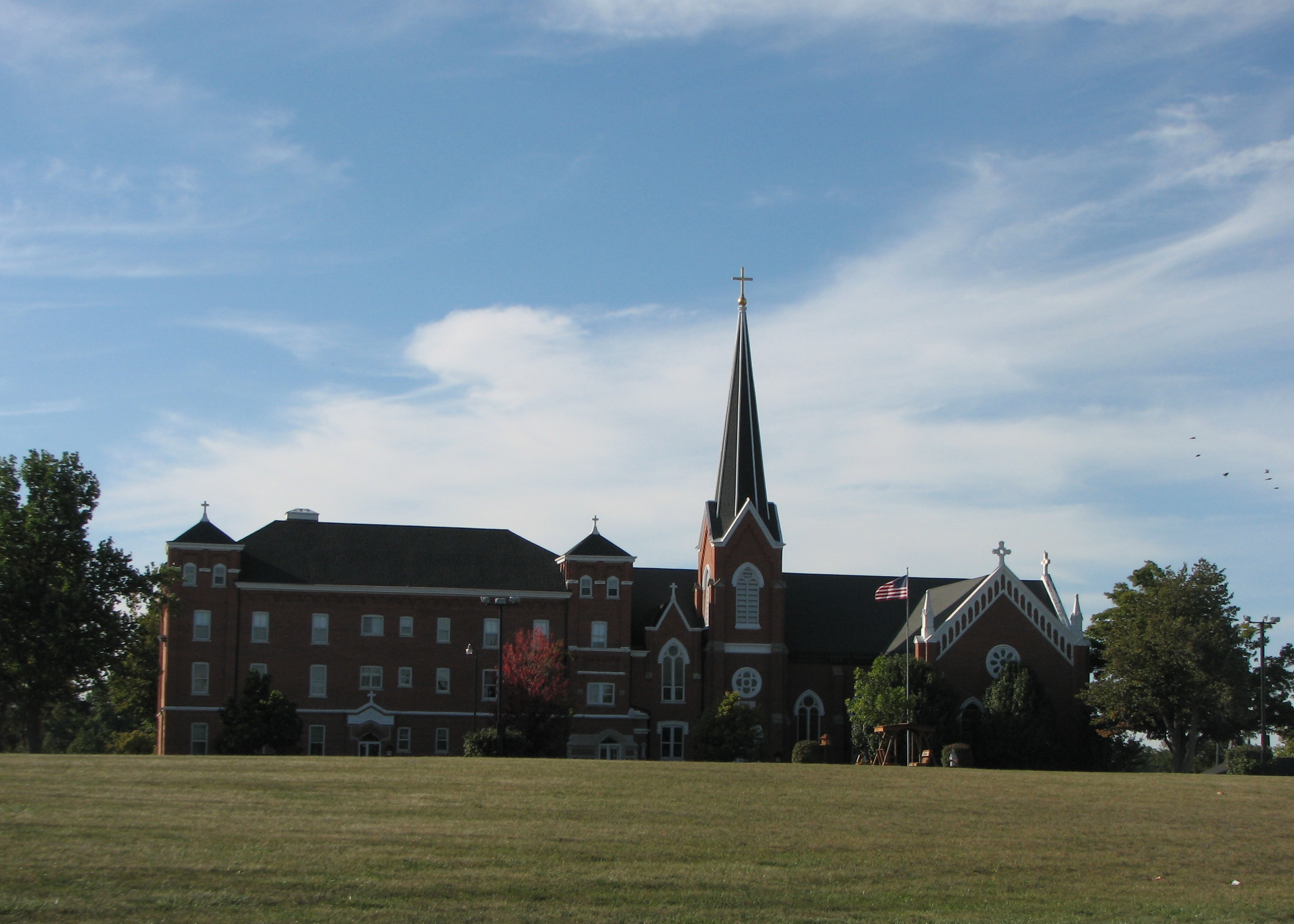
Santuario de las Sagradas Reliquias, en Maria Stein

La arquidiócesis tiene 22 364 km² y extiende su jurisdicción sobre los fieles católicos de rito latino residentes en el estado de Ohio en los 19 condados siguientes: Adams, Auglaize, Brown, Butler, Champaign, Clark, Clermont, Clinton, Darke, Greene, Hamilton, Highland, Logan, Mercer, Miami, Montgomery, Preble, Shelby y Warren. 
La sede de la arquidiócesis se encuentra en la ciudad de Cincinnati, en donde se halla la Catedral de San Pedro en Cadenas. En el territorio de la arquidiócesis se encuentran dos santuarios nacionales: el santuario de las Sagradas Reliquias (National Shrine of the Holy Relics) en la condado de Mercer, y el santuario de San Antonio (National Shrine of St. Anthony), en Cincinnati.
En 2021 en la arquidiócesis existían 211 parroquias.
La arquidiócesis tiene como sufragáneas a las diócesis de: Cleveland, Columbus, Steubenville, Toledo en Ohio y Youngstown.
La arquidiócesis es servida por The Catholic Telegraph, un periódico diocesano, que se describe en su página web como el periódico católico continuo más antiguo de los Estados Unidos.

## Historia
La diócesis fue erigida el 19 de junio de 1821 con el breve Inter multiplices del papa Pío VII, obteniendo el territorio de la diócesis de Bardstown (hoy arquidiócesis de Louisville). Originalmente era sufragánea de la arquidiócesis de Baltimore.
En el momento de la erección de la diócesis, una ley no escrita prohibía la construcción de iglesias católicas en Cincinnati, tanto que la primera catedral se construyó en las afueras de los límites de la ciudad.
El 8 de marzo de 1833 cedió una porción de su territorio para la erección de la diócesis de Detroit (hoy arquidiócesis de Detroit) mediante el breve Maximas inter del papa Gregorio XVI.
El 23 de abril de 1847 cedió otra porción de su territorio para la erección de la diócesis de Cleveland mediante el breve Universalis Ecclesiae del papa Pío IX.
El 19 de julio de 1850 fue elevada al rango de arquidiócesis metropolitana con la bula In Apostolicae Sedis del papa Pío IX.
El 3 de marzo de 1868 cedió otra porción de territorio para la erección de la diócesis de Columbus mediante el breve Summi apostolatus del papa Pío IX.
En 1939, por iniciativa del obispo McNicholas, se fundaron en Cincinnati los Misioneros Domésticos de América.
El 1 de agosto de 1957, debido al decreto Metropolitanam Cathedram de la Congregación Consistorial, la catedral fue trasladada de la iglesia de Santa Mónica a la iglesia de San Pedro en Cadenas, ampliada y restaurada, que ya había sido catedral hasta el 16 de julio de 1938.

### Denuncias de abuso sexual
En noviembre de 2003, tras un período de dos años de investigación por la Oficina Fiscal del condado de Hamilton, el arzobispo Daniel Pilarczyk entró en un motivo de nolo contendere en relación con cinco acusaciones de delito de falta de notificación de denuncias de abuso sexual infantil. El juez Richard Neihaus multó a la Iglesia con de 2000 dólares para cada cuenta y llamó el caso de "muy trágico", y añadió, "las organizaciones religiosas deben mostrar un mayor respeto de los derechos humanos y no tratar de preservarlo a costa de las víctimas." Como parte del acuerdo, la arquidiócesis decidió entregar documentos solicitados por la fiscalía, a seguir un protocolo más estricto para las futuras denuncias de abuso de lo exigido por la ley de Ohio, y establecer una compensación de $3 millones de dólares para resolver los abusos existentes de las víctimas.
El 20 de noviembre de 2003 el arzobispo Pilarczyk emitió una declaración pública responsabilizándose de aceptar los cargos y solicitar el perdón.

## Estadísticas
De acuerdo al Anuario Pontificio 2022 la arquidiócesis tenía a fines de 2021 un total de 453 610 fieles bautizados.
| Año                                                                             | Población            | Población | Población      | Sacerdotes | Sacerdotes    | Sacerdotes    | Bautizados por sacerdote | Diáconos permanentes | Religiosos | Religiosos | Parroquias |
| Año                                                                             | Bautizados católicos | Total     | % de católicos | Total      | Clero secular | Clero regular | Bautizados por sacerdote | Diáconos permanentes | Varones    | Mujeres    | Parroquias |
| ------------------------------------------------------------------------------- | -------------------- | --------- | -------------- | ---------- | ------------- | ------------- | ------------------------ | -------------------- | ---------- | ---------- | ---------- |
| 1950                                                                            | 294 493              | 1 576 500 | 18.7           | 838        | 419           | 419           | 351                      |                      | 675        | 2956       | 255        |
| 1966                                                                            | 538 314              | 2 618 117 | 20.6           | 940        | 472           | 468           | 572                      |                      | 898        | 3115       | 260        |
| 1970                                                                            | 530 000              | 2 609 837 | 20.3           | 939        | 448           | 491           | 564                      |                      | 920        | 2540       | 256        |
| 1976                                                                            | 513 778              | 2 691 900 | 19.1           | 823        | 444           | 379           | 624                      | 2                    | 737        | 2238       | 256        |
| 1980                                                                            | 505 667              | 2 684 358 | 18.8           | 827        | 450           | 377           | 611                      | 57                   | 695        | 2058       | 254        |
| 1990                                                                            | 538 400              | 2 791 800 | 19.3           | 705        | 395           | 310           | 763                      | 110                  | 500        | 1611       | 247        |
| 1999                                                                            | 547 000              | 2 901 082 | 18.9           | 609        | 349           | 260           | 898                      | 137                  | 177        | 1340       | 235        |
| 2000                                                                            | 511 165              | 2 915 620 | 17.5           | 580        | 330           | 250           | 881                      | 137                  | 423        | 1305       | 231        |
| 2001                                                                            | 513 469              | 2 805 557 | 18.3           | 562        | 320           | 242           | 913                      | 137                  | 401        | 1125       | 231        |
| 2002                                                                            | 516 470              | 2 932 047 | 17.6           | 550        | 308           | 242           | 939                      | 143                  | 406        | 1180       | 230        |
| 2003                                                                            | 514 928              | 2 932 047 | 17.6           | 558        | 308           | 250           | 922                      | 138                  | 405        | 1056       | 237        |
| 2004                                                                            | 512 146              | 2 951 228 | 17.4           | 552        | 305           | 247           | 927                      | 136                  | 395        | 1127       | 224        |
| 2006                                                                            | 498 493              | 2 960 898 | 16.8           | 514        | 291           | 223           | 969                      | 148                  | 362        | 1036       | 221        |
| 2013                                                                            | 471 457              | 3 074 000 | 15.3           | 499        | 271           | 228           | 944                      | 194                  | 369        | 819        | 214        |
| 2016                                                                            | 453 411              | 3 012 563 | 15.1           | 463        | 264           | 199           | 979                      | 206                  | 327        | 743        | 211        |
| 2019                                                                            | 451 045              | 3 034 008 | 14.9           | 423        | 237           | 186           | 1066                     | 216                  | 291        | 647        | 211        |
| 2021                                                                            | 453 610              | 3 051 560 | 14.9           | 427        | 251           | 176           | 1062                     | 215                  | 276        | 584        | 211        |
| Fuente: Catholic-Hierarchy, que a su vez toma los datos del Anuario Pontificio. |                      |           |                |            |               |               |                          |                      |            |            |            |

### Escuelas
La arquidiócesis también administra 110 escuelas parroquiales y escuelas primarias diocesanas. Hay 22 escuelas católicas en la arquidiócesis:
- Archbishop Alter High School (Mixto) - Kettering/Condado de Montgomery
- Carroll High School (Mixto) - Dayton/Condado de Montgomery
- Catholic Central (Mixto) - Springfield/Condado de Clark
- Chaminade-Julienne High School (Mixto) - Dayton/Condado de Montgomery (Marianista)
- Elder High School (Hombres) - Cincinnati/Condado de Hamilton
- (Reverend) Father Stephen T. Badin High School (Mixto) - Hamilton/Condado de Butler
- Bishop Fenwick High School (Mixto) - Franklin Township/Condado de Warren
- La Salle High School (Hombres) - Cincinnati/Condado de Hamilton (Hermanos Cristianos)
- Lehman Catholic High School (Mixto) - Sidney/Condado de Shelby
- McAuley High School (Mujeres) - Cincinnati/Condado de Hamilton
- Archbishop McNicholas High School (Mixto) - Cincinnati/Condado de Hamilton
- Archbishop Moeller High School (Hombres) - Cincinnati/Condado de Hamilton (Marianistas)
- Mother of Mercy High School (Mujeres) - Cincinnati/Condado de Hamilton
- Mount Notre Dame High School (Mujeres) - Cincinnati/Condado de Hamilton
- Purcell Marian High School (Mixto) - Cincinnati/Condado de Hamilton  (Marianistas)
- Roger Bacon High School (Mixto) - Cincinnati/Condado de Hamilton
- Seton High School (Mujeres) - Cincinnati/Condado de Hamilton
- St. Rita School for the Deaf High School (Mixto) - Cincinnati/Condado de Hamilton
- St. Ursula Academy (Mujeres) - Cincinnati/Condado de Hamilton
- St. Xavier High School (Hombres) - Cincinnati/Condado de Hamilton (Jesuita)
- The Summit Country Day School (Mixto) - Cincinnati/Condado de Hamilton
- Ursuline Academy (Mujeres) - Cincinnati/Condado de Hamilton

Varias de estas escuelas tienen el nombre de exarzobispos de la diócesis. Una escuela primaria parroquial en Dayton es también el nombre del Arzobispo Liebold. Algunas escuelas secundarias católicas situadas en la diócesis no son operados por la diócesis; por ejemplo, Chaminade-Juliana no es diocesana, sino que es operada por la orden Marianista. Asimismo St. Xavier es operado por la Orden jesuita.

## Episcopologio
- Edward Dominic Fenwick, O.P. † (19 de junio de 1821-26 de septiembre de 1832 falleció)
- John Baptist Purcell † (8 de marzo de 1833-4 de julio de 1883 falleció)
- William Henry Elder † (4 de julio de 1883 por sucesión-31 de octubre de 1904 falleció)
- Henry Moeller † (31 de octubre de 1904 por sucesión-5 de enero de 1925 falleció)
  - Joseph Chartrand † (19 de mayo de 1925-3 de julio de 1925 renunció[11]) (obispo electo)
- John Timothy McNicholas, O.P. † (8 de julio de 1925-22 de abril de 1950 falleció)
- Karl Joseph Alter † (14 de junio de 1950-19 de julio de 1969 retirado[12])
- Paul Francis Leibold † (23 de julio de 1969-1 de junio de 1972 falleció)
- Joseph Louis Bernardin † (21 de noviembre de 1972-8 de julio de 1982 nombrado arzobispo de Chicago)
- Daniel Edward Pilarczyk † (30 de octubre de 1982-21 de diciembre de 2009 retirado)
- Dennis Marion Schnurr, por sucesión el 21 de diciembre de 2009